# Lagraulet-Saint-Nicolas
Lagraulet-Saint-Nicolas – miejscowość i gmina we Francji, w regionie Oksytania, w departamencie Górna Garonna.
Według danych na rok 1990 gminę zamieszkiwały 163 osoby, a gęstość zaludnienia wynosiła 10 osób/km² (wśród 3020 gmin regionu Midi-Pyrénées Lagraulet-Saint-Nicolas plasuje się na 900. miejscu pod względem liczby ludności, natomiast pod względem powierzchni na miejscu 706.).